# Carlo Becchi
Carlo Maria Becchi (Turim, 20 de outubro de 1939) é um físico teórico italiano.

## Publicações selecionadas
- com Giovanni Ridolfi: Introduction to relativistic processes and the standard model of electroweak interactions, Springer 2005
- com Rouet, Stora: The Abelian Higgs-Kibble-Model. Unitarity of the S-Operator, Physics Letters B, Vol.52, 1974, p. 344